# Акт о Союзе (1840)
Акт о Сою́зе (англ. Act of Union, официально Акт о Британской Северной Америке (1840), 3 и 4 Виктории, глава 35) — закон, принятый в июле 1840 и обнародованный 10 февраля 1841. Он упразднил законодательные учреждения Нижней и Верхней Канады и по которому вместо этих колоний была создана новая политическая единица Провинция Канада. Этот закон о создании политического союза двух Канад по своей сути и целям напоминает другие Акты о Союзе, принятые Британским парламентом.

## История

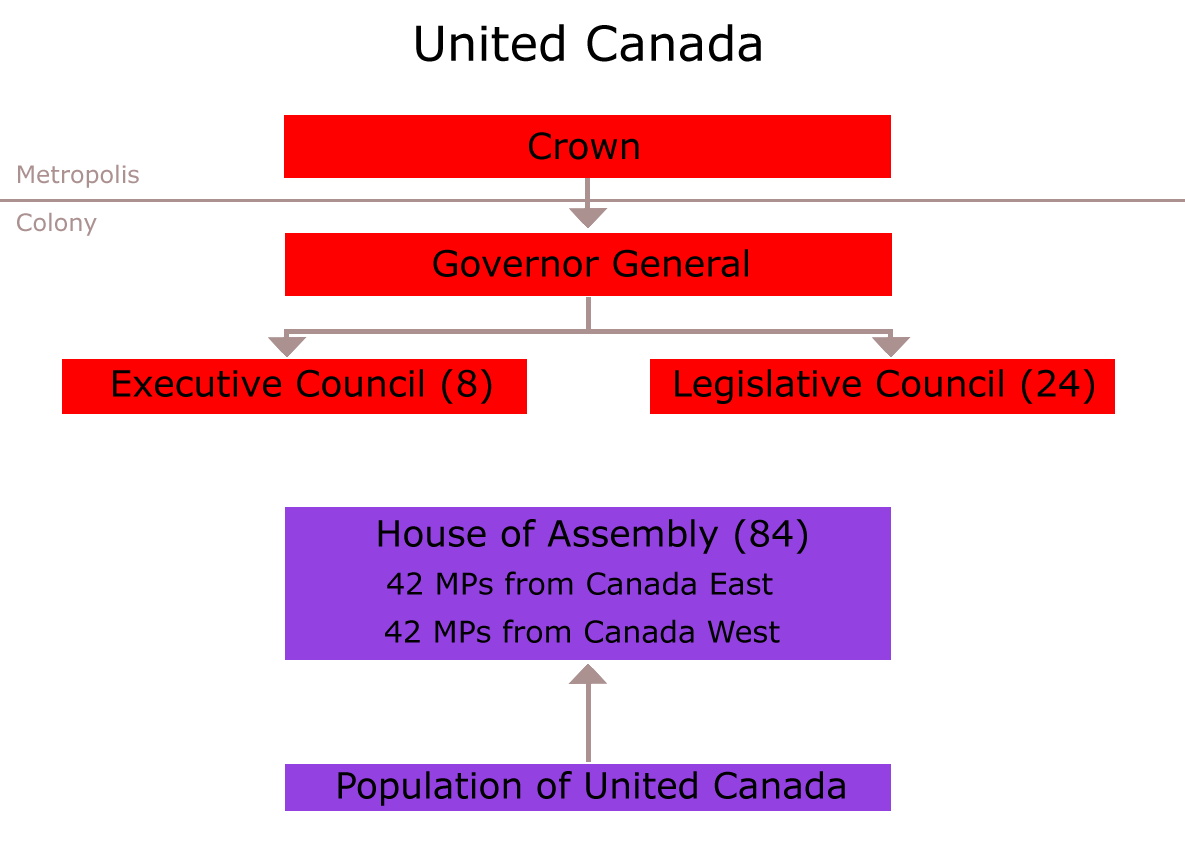
Политическое устройство по Акту о Союзе (1840)

Акт был создан по результатам отчёта лорда Дарема. Лорд Дарем был отправлен в колонии для изучения причин Восстаний 1837 года в Верхней и Нижней Канаде. Союз также должен был решить неотложные финансовые проблемы в Верхней Канаде, которая была очень бедна из-за плохого управления некомпетентной олигархии. Во многом из-за незначительного инвестирования в каналы, что пошло на пользу порту Монреаля, правительству Верхней Канады не удавалось избавиться от бюджетного дефицита и приходилось занимать очень большие суммы денег. В метрополии надеялись, что финансы Верхней Канады могут быть спасены путём её объединения с по-прежнему платёжеспособной Нижней Канадой.
По плану слияние быстро растущей англоязычной Верхней Канады с медленно развивающейся франкоязычной Нижней Канадой должно было привести к постепенному устранению французского культурного присутствия в Северной Америке. Для этого в акте содержались меры, запрещающие официальное использование французского языка в Законодательном собрании.
Новая объединённая колония была названа провинцией Канада, а местопребывание правительства перенесено лордом Сиденхемом в Кингстон. Верхняя Канада стала неофициально называться Западом Канады, а Нижняя Канада — Востоком Канады. Запад Канады с населением 450 000 жителей был представлен 42 креслами в Законодательном собрании, и то же самое число кресел закреплялось за более населённым Востоком Канады с 650 000 жителей. Франкоязычное большинство и многочисленные англоговорящие считали, что это несправедливо. Депутат от Нижней Канады Луи-Жозеф Папино, войдя в новый Парламент Соединённой Канады, сразу же потребовал представительства в зависимости от населения и упразднения союза.

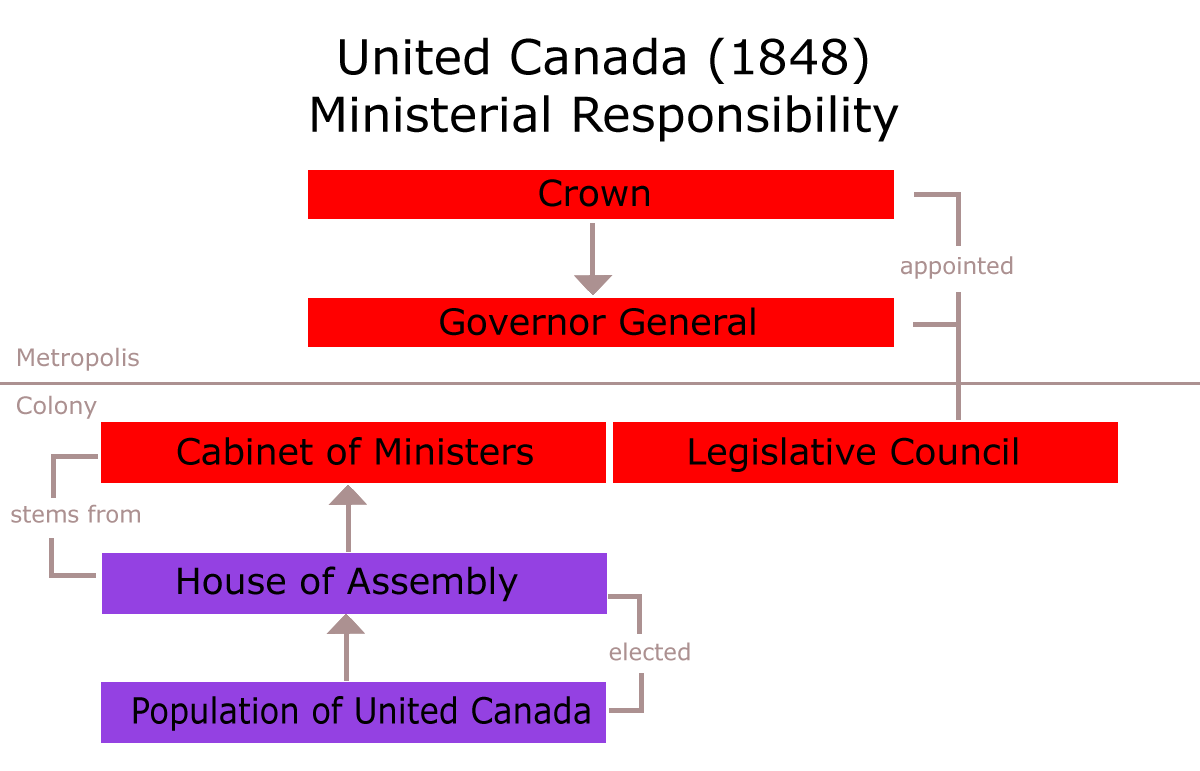
Политическое устройство по Акту о Союзе (1848)

В 1848 по примеру Новой Шотландии в канадской колонии было введено ответственное правительство и многие из наиболее несправедливых ограничений были упразднены правительством Болдуина — Лафонтена.
К концу 1850-х массовая иммиграция с Британских островов на Запад Канады кардинально изменила прежний демографический дисбаланс между английской и французской частями колонии. Многие политики на Западе Канады начали требовать представительства в зависимости от населения, так как теперь уже они считали несправедливым равное представительство по Акту о Союзе.
В итоге Акт о Союзе не смог искоренить политическое влияние франкоговорящих, особенно после введения в колонии ответственного правительства. В отличие от раздробленных англоговорящих с Запада Канады, франкоговорящие Востока Канады, голосуя все вместе (фр. en bloc), гарантировали себе устойчивое и объединённое франкоканадское присутствие в законодательном собрании. Однако их присутствие всё-таки оставалось ниже их демографического веса в исполнительном и законодательном советах. Правительству Лафонтена — Болдуина удалось отменить запретную меру против французского языка в Собрании, судах и гражданском управлении. По принципу двойного большинства Запад и Восток Канады снова были разделены, и недолго обе части колонии управлялись независимо друг от друга. Совмещение должности премьер-министра англоговорящим с Запада Канады и франкоговорящим с Востока стало правилом, но не предотвратило продолжавшихся законодательных тупиков вследствие различий в стремлениях двух частей Канады. Недовольство безвыходными положениями в собрании стало основным фактором образования Канадской конфедерации в 1867 году.